# معلم (جغرافيا)
المَعْلَم المكان المميز في الجغرافية عند المستكشفين وغيرهم ليجدوا طريقهم مرة أخرى أو من خلال المنطقة. قد يكون طبيعيا أو صناعيا.

## نظرة عامة
المعلم يتضمن في الاستعمال الحديث أي شيء يمكن التعرف عليها بسهولة، مثل النصب المباني أو المعلم السياحي أو الإنشائات الأخرى. أما في الدراسات الحضرية وفي الجغرافيا يُعرف المعلم علاوة على ذلك أنه نقطة مرجعية خارجية والتي تساعد على التوجيه في بيئة مألوفة أو غير مألوفة.

## معرض الصور

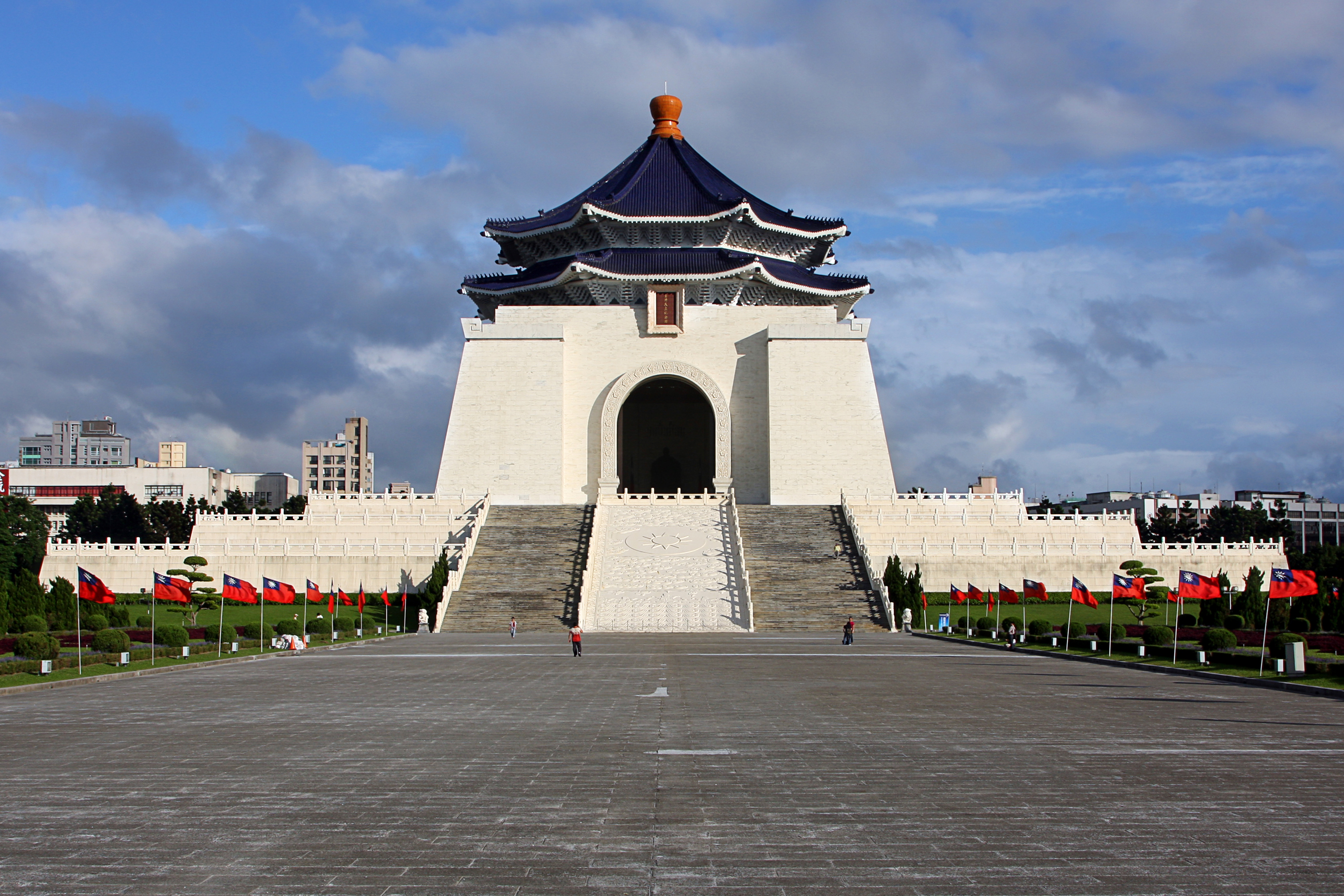
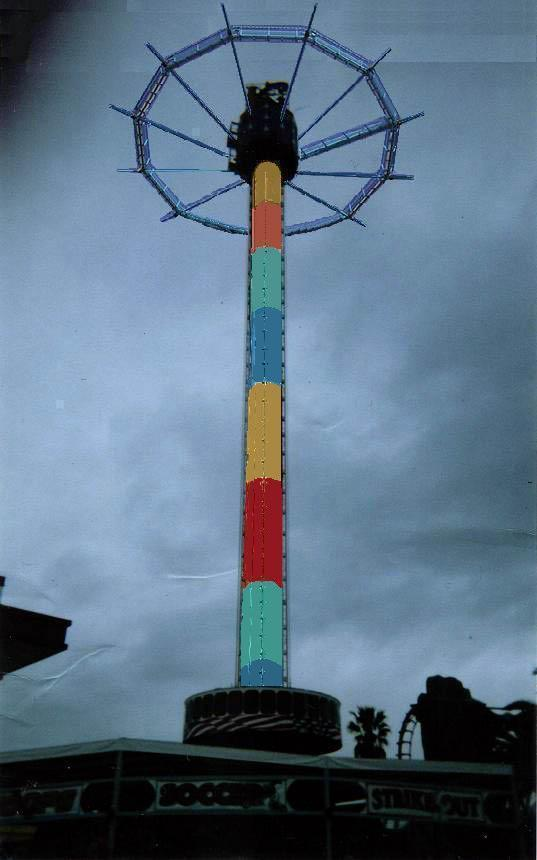
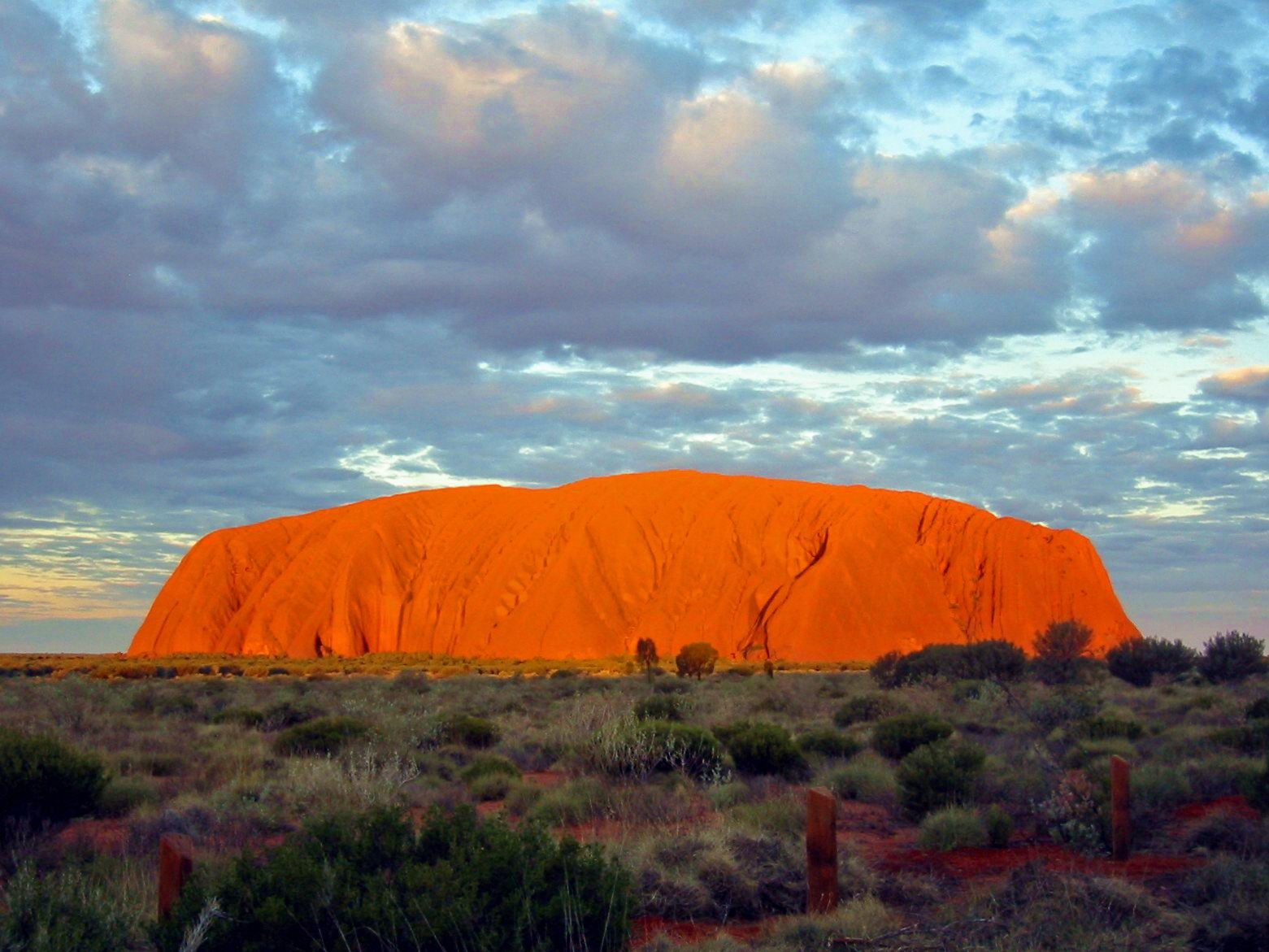
أولورو في الإقليم الشمالي في أستراليا
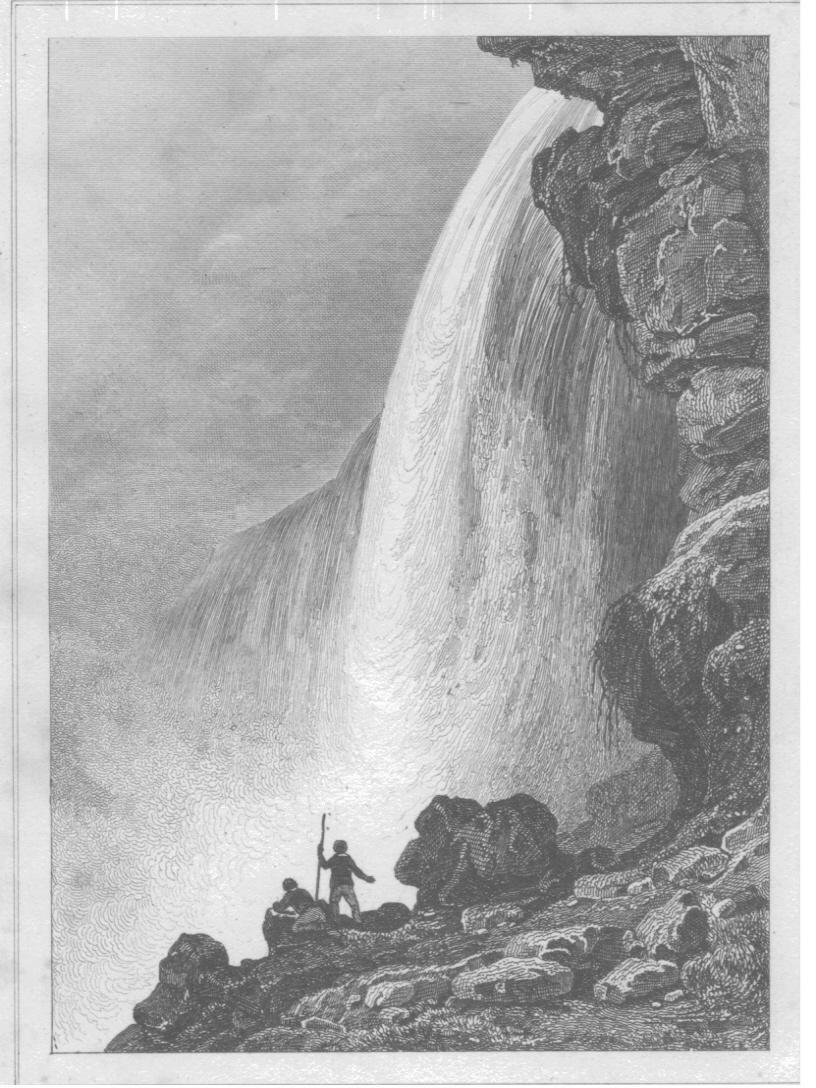
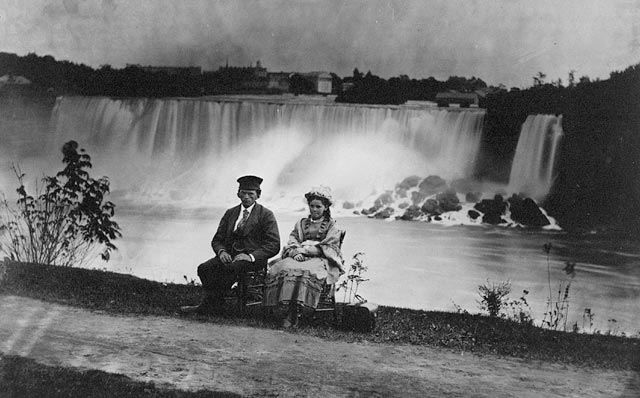
شلالالت نياقرا
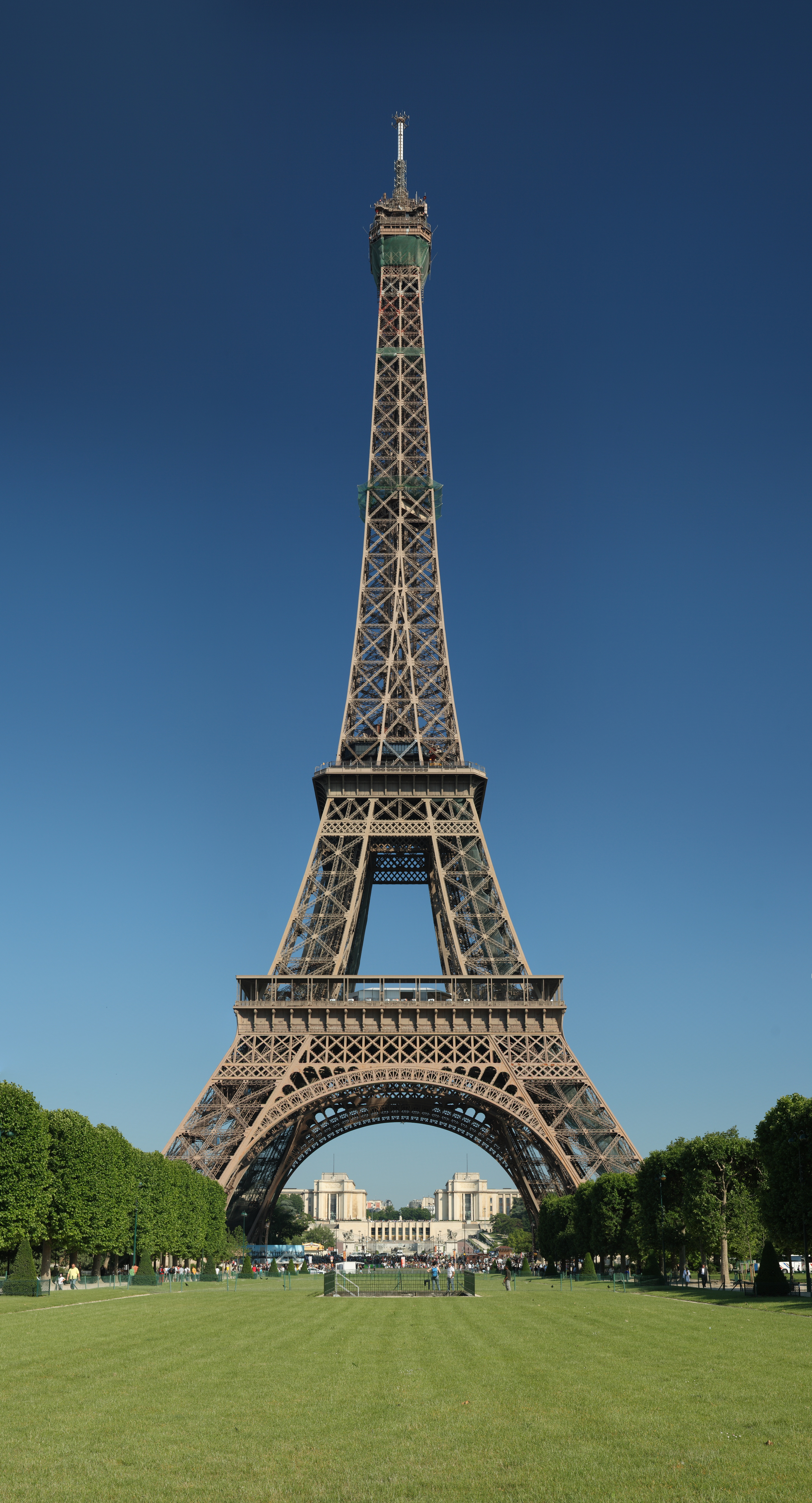
برج أيفل، باريس، فرنسا